# Escatologia islamica
L'escatologia islamica riguarda quegli aspetti (dogmatici e non) che nel sistema dei valori e delle credenze musulmane si preoccupano di indicare quale sia il destino del genere umano dopo la morte e la risurrezione voluta da Allah nel Giorno del Giudizio.
L'assetto escatologico è, tutto sommato, abbastanza semplice e, nei suoi aspetti dogmatici tratta in successione il tormento della tomba, la Bilancia, il Ponte e il Bacino.

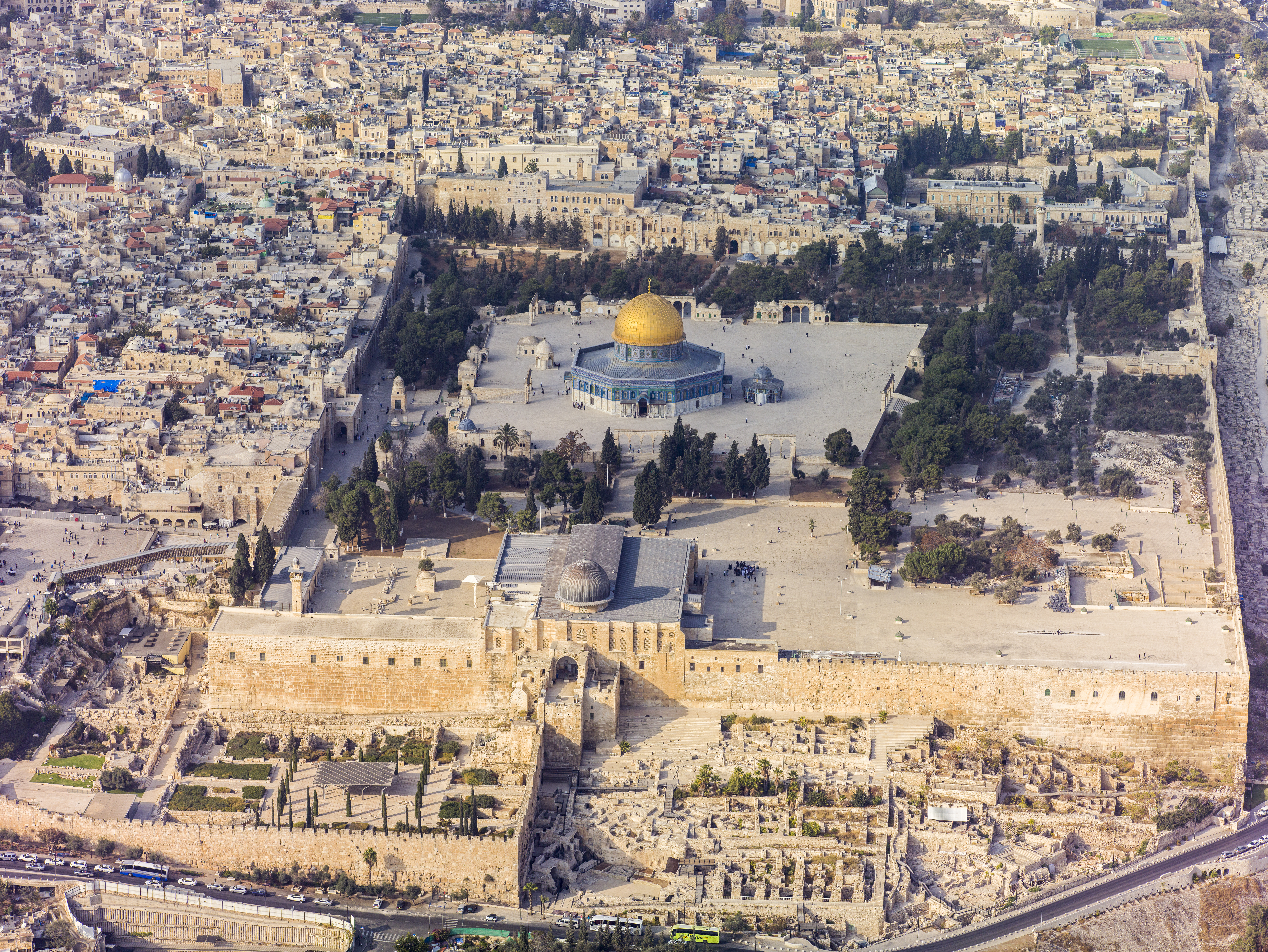
Secondo l'escatologia islamica, sacrilegi sul Monte del Tempio di Gerusalemme decreterebbero la comparsa del Dajjāl e l'avvicinarsi dello Yawm al-Dīn (il giorno del Giudizio).

## Sinossi sull'escatologia islamica

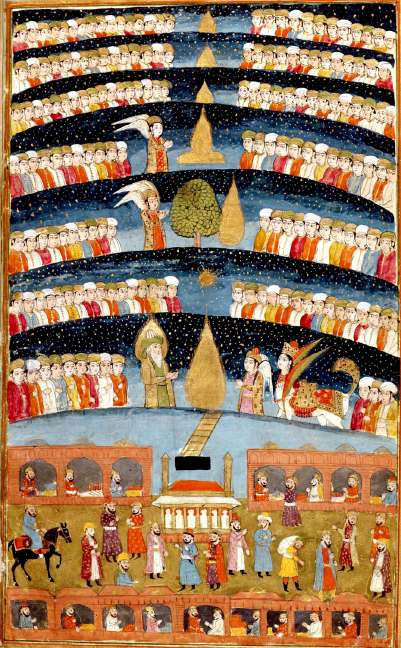
Il Paradiso di Maometto: un raro dipinto della Persia, probabilmente dell'XI secolo, esposto nella Biblioteca nazionale di Francia. Non è affatto chiaro quale figura debba essere Maometto.

L'Islam fornisce ai suoi fedeli delle linee guida molto chiare riguardo alla fine dei tempi. Vengono menzionati vari segni maggiori e minori (fino a 100), elencati nella Sunna e nel Corano come annunci del prossimo Giorno del Giudizio. Questi segni possono essere divisi in due parti, segni minori e maggiori.

### Segni principali
I segni principali comprendono: 
1. La comparsa di un anticristo, l'avvento dell'Imam Mahdi e successivamente del Profeta Isa (che radunerà le forze del bene contro i malvagi), (Corano, XLIII:61).
2. Il suono della Tromba del Giudizio e segni minori che la precederanno.
3. L'inizio di un affievolimento o dello spegnimento del Sole (Corano, LXXXI:1).
4. La Terra subirà un terremoto globale (zalzala) così intenso che provocherà il crollo di intere catene montuose, la rottura del corpo interno (nucleo terrestre) del pianeta, e l'allargamento della Terra (Corano, LXIX:13-14, LXX:8, LXXXIV:3-4, XX:105-107, XCIX:1-6).
5. Il Sole inghiottirà la Luna (Corano, LXXV:7-9).
6. Tutte le piante saranno divelte oppure sradicate
7. L'Universo fermerà la sua espansione (Corano, LI:47, XXI:104).

L'escatologia dell'Islam si occupa della Qiyāma (la fine del mondo); il Giudizio Finale (giudizio finale di tutta l'umanità). L'escatologia si riferisce a uno dei sei fondamenti della fede (ʿAqīda) dell'Islam. Come altre religioni abramitiche, l'Islam predica la risurrezione dei morti in modo corporeo, il compimento del piano divino per la creazione, e l'immortalità dell'anima umana; i giusti saranno ricompensati con i piaceri della Janna (paradiso), mentre gli iniqui saranno puniti nella Jahannam (l'inferno islamico).
Una parte significativa del Corano si occupa di queste credenze, come pure molti ḥadīth (tradizioni giuridiche che costituiscono la Sunna). La letteratura apocalittica islamica parla di fitna (prova) e malāhim.

### Islam sunnita
Nel Sunnismo, seguito dalla maggior parte dei musulmani, i segni ruotano attorno alla purificazione della Terra, che dovrà essere mondata dai non-credenti, sia grazie alla conversione di massa dei non credenti oppure in molti casi dalla morte. La comparsa del Mahdi come restauratore della purezza del primo e autentico Islam, la discesa dai cieli del profeta Isa avverrà nello stesso tempo. Si elencano sia segni maggiori sia minori della fine dei tempi.
Questi eventi che dovrebbero accadere sulla Terra sono i passi finali del Giorno del Giudizio :
1. Il suono della prima Tromba ucciderà tutti gli esseri umani sulla Terra.
2. Il suono della seconda Tromba provoca la risurrezione.
3. L'attesa del Giudizio da parte di tutti gli umani, un processo che si prevede lungo migliaia di anni, e che avverrà sotto un sole cocente.
4. Inizio del Giudizio Universale.

A differenza della Shīʿa, i Sunniti non danno molto ascolto alla versione che annuncia la venuta del Mahdi, dal momento che per loro si tratta semplicemente di un altro Califfo, un essere umano che nasce in un determinato momento storico, trascorre una vita veramente lunga e alla fine viene martirizzato. Viene annunciato negli insegnamenti della Sunna, ma è descritto come un essere umano normale dalla vita esemplare.

### Islam sciita
Le credenze della fine dei tempi nel pensiero Islamico dello Sciismo si basano su alcuni passi del Corano, su istruzioni ricevute dal Profeta Maometto e dalla sua Ahl al-Bayt. Esistono alcune varianti di una teoria nell'escatologia sciita, ma tutte queste ruotano intorno alla figura messianica dell'Imām/Mahdī noto anche come "Imām-e Zamān" che significa "Guida del Tempo", che viene considerato dagli sciiti come il 12º successore designato del Profeta Maometto. La teoria della fine dei tempi sciita sostiene anche che la seconda venuta di ʿĪsā, coincide temporalmente con il ritorno del Mahdī. Gli sciiti credono che Isa e il Mahdī collaboreranno per portare la pace e la giustizia sulla Terra tra tutte le persone di fede. Questo è il tema generale accettato tra i teologi della Shīʿa.
Nel pensiero islamico della Shīʿa, si verificherà una realtà terrena che si prevede prima della fine della vita umana sulla Terra. Gli eventi previsti per i momenti finali dell'umanità coinvolgono principalmente il Dajjāl e la sua abilità di sedurre l'umanità a seguire una nuova religione mondiale, che non sarà d'ispirazione divina. L'idea del Mahdī che giunge sulla Terra per aiutare l'umanità contro il "Grande Inganno" viene anche tratteggiata nelle tradizioni dei Sunniti, ma è più specificamente sottolineata come Muhammad al-Mahdi nelle fonti sciite. Esistono molte profezie diverse riguardanti la fine dei giorni, ma soltanto alcune sono accettate e ripetute da diverse fonti. La maggioranza degli accademici della Shīʿa sono d'accordo sui seguenti dettagli attorno agli eventi che si verificheranno nei giorni della fine:
1. Il Dajjāl si dichiarerà il salvatore dell'umanità e delle genti di tutte le fedi riunite sotto la sua nuova religione.
2. Si verificheranno massacri di massa degli Sciiti in Iraq (attorno all'Eufrate), e ci saranno delle taglie poste sulle loro mani, anche se non sono criminali.
3. Ci sarà una rivolta guidata da uno Yemenita (Yamanī ) i cui sforzi falliranno
4. Il Mahdī riapparirà e terrà un grande discorso presso la Kaʿba, in seguito radunerà un'armata islamica di 313 generali e di migliaia di seguaci per sconfiggere il Dajjāl (e forse occupare la città di Rum (Roma), come velatamente rivelato nella Sura XXX "dei romani")
5. Una persona che porta il nome di "Sufyānī" (il riferimento è a un mitico ritorno di un omayyade-sufyanide dopo la fine di questa linea dinastica inaugurata da Mu'awiya ibn Abi Sufyan, tanto più atteso perché la dinastia nel suo complesso era crollata sotto i colpi degli Abbasidi nel 750) che condurrà le sue armate dalla Siria, attraverso l'Iraq, fino in Arabia, per sconfiggere le forze del Mahdī assieme ai suoi alleati
6. Il Mahdī ristabilirà l'autentico Islam e finalmente il mondo potrebbe ritrovare pace e tranquillità
7. Si avrà un periodo in cui il Mahdī governerà il mondo
8. La risurrezione di uomini e donne comincerà appena vi sarà il Giorno del Giudizio.